# Awraham Rakanti
Awraham Szemu’el Rakanti (hebr.: אברהם שמואל רקנאטי, ang.: Avraham Shmuel Rakanti, ur. w 1888 w Salonikach, zm. 3 marca 1980 w Tel Awiwie) – izraelski i grecki dziennikarz i polityk, w latach 1925–1933 zastępca burmistrza Salonik, w latach 1949–1951 poseł do Knesetu z listy Herutu.

## Życiorys
Urodził się w 1888 w Salonikach, znajdujących się wówczas na terenie Imperium Osmańskiego. Uczył się w chederze i szkole średniej. Działał w ruchach związanych z żydowskim nacjonalizmem, m.in. w organizacji studenckiej Kadmia oraz w Mizrachi. Udzielał się także w stowarzyszeniu Żydów w Turcji. Od 1925 działał w Ruchu Rewizjonistycznym, związanym z liderem syjonizmu rewizjonistycznego Ze’ewem Żabotyńskim, następnie został liderem greckiego oddziału organizacji oraz członkiem komitetu centralnego światowej organizacji. Był także założycielem i redaktorem francuskojęzycznej gazety „Pro-Yisrael” (Pro-Jisra’el). W czasach Drugiej Republiki Greckiej zaangażował się w politykę grecką na szczeblu samorządowym. W zamieszkiwanych przez liczną diasporę żydowską Salonikach pełnił funkcję zastępcy burmistrza miasta w latach 1925–1933. Był autorem licznych publikacji w językach francuskim i ladino publikowanych w gazetach w Turcji oraz Grecji.
Do Palestyny wyemigrował w 1934. Związany wciąż z ruchami prawicowymi, w niepodległym już Izraelu kandydował do Knesetu z listy ruchu Herut. W pierwszych wyborach parlamentarnych w 1949 dostał się do izraelskiego parlamentu, a w Knesecie pierwszej kadencji przewodniczył komisji spraw publicznych oraz zasiadał w dwóch innych komisjach parlamentarnych – spraw gospodarczych oraz ds. mandatu brytyjskiego. Utracił miejsce w parlamencie w kolejnych wyborach i już więcej do niego nie powrócił.
Zmarł w Tel Awiwie3 marca 1980 w wieku dziewięćdziesięciu dwóch lat. Został pochowany na cmentarzu Kirjat Sza’ul.
Jego brat Leon założył Israel Discount Bank.